# Nam Kordofan
Nam Kordofan (tiếng Ả Rập: جنوب كردفان; Chuyển tự Ả Rập: Janub Kurdufan) là một trong những wilayat hay bang của Sudan, giáp biên giới với các bang Bắc Bahr el Ghazal, Warrap, Unity và Thượng Nile của Nam Sudan. Diện tích của bang là 158.355 km² và dân số ước tính năm 2000 là xấp xỉ 1.100.000 người. Kaduqli là thủ phủ của bang. Bang có trung tâm là Vùng đồi Nuba.
Theo Hiệp ước Hòa bình Toàn diện, cư dân Nam Kordofan sẽ tổ chức "hỏi ý kiến nhân dân" vào năm 2011 để xác định tương lai của bang. Tuy nhiên, Thống đốc Nam Kordofan Ahmed Haroun đã hoãn lại quá trình này và bạo lực đã diễn ra sau đó, có ý kiến cho rằng điều này liên quan đến quá khứ bức hại dân thường của ông.

## Lịch sử
Nam Kordofan chia sẻ lịch sử với Bắc Kordofan. Mặc dù Nam Kordofan hiện nằm ở biên giới phía bắc với Nam Sudan, bang có nhiều cộng đồng thân miền nam, đặc biệt là vùng đồi Nuba, mặc dù một số trong họ đã chiến đấu với quân nổi dậy miền nam trong Nội chiến Sudan lần hai.
Năm 2009 và 2010 a một loạt các vụ bạo lực giữa các bộ tộc du cư tại Nam Kordofan là nguyên nhân khiến cho một phần lớn cư dân thương vong và phải đi lánh nạn.
Vào ngày 6 tháng 6 năm 2011 Xung đột Nam Kordofan đã nổ ra giữa các lực lượng miền bắc và Nam Sudan, ngay trước thềm Miền Nam tuyên bố độc lập vào ngày 9 tháng 7. Sau đó cả hai bên đã thỏa thuận rút khỏi Abyei. Vào ngày 20 tháng 6, thảo thuận giữa các bên nhằm phi quân sự hóa khu vực tranh cãi Abyei đã được ký và quân gìn giữ hòa bình Ethiopia đã được triển khai.

## Xêm thêm
- Kurdufan